# Las Marías (Puerto Rico)
Las Marías és un municipi de Puerto Rico localitzat a la regió oest interior de l'illa, també conegut amb els noms de Pueblo de la China Dulce i La Ciudad de los Cítricos. Limita al nord amb els municipis d'Añasco i San Sebastián; al sud amb Maricao; a l'est amb Lares; i a l'oest amb Mayagüez i Añasco.
El municipi està dividit en 16 barris: Alto Sano, Anones, Bucarabones, Buena Vista, Cerrote, Chamorro, Espino, Furnias, Las Marías Pueblo, Maravilla Este, Maravilla Norte, Maravilla Sur, Naranjales, Palma Escrita, Purísima Concepción i Río Cañas.